# Cordiera humilis
Cordiera humilis là một loài thực vật có hoa trong họ Thiến thảo. Loài này được (K.Schum.) Kuntze mô tả khoa học đầu tiên năm 1891.